# Padma
Padma è un nome proprio di persona maschile e femminile usato in diverse lingue diffuse nel subcontinente indiano.

## Origine e diffusione

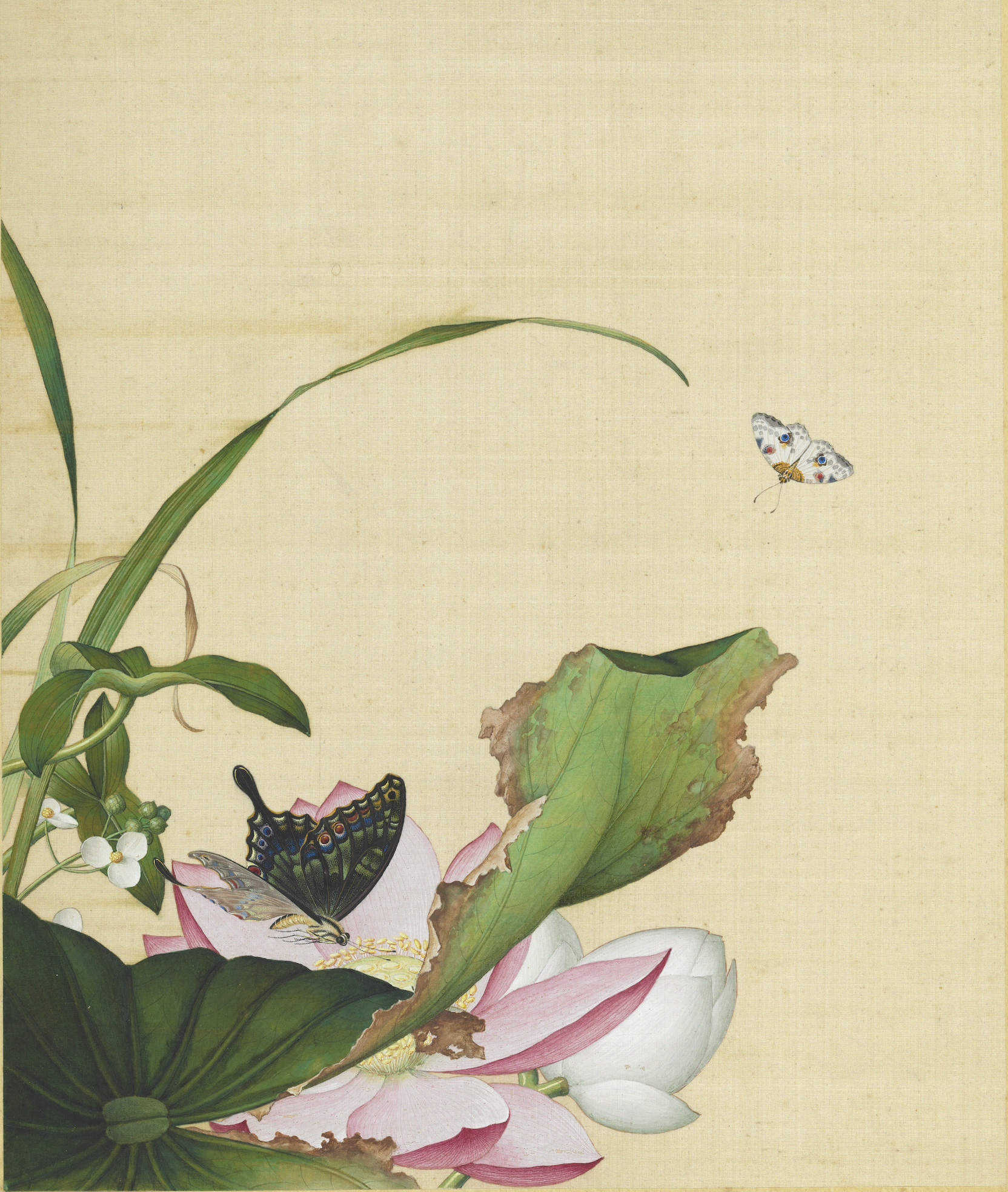
Un loto (Nelumbo nucifera) in un'illustrazione dell'album di Xian'e Changchun, di Giuseppe Castiglione

Vuol dire "loto" in sanscrito, lo stesso significato dei nomi Kunal e Kamal. Il nome Padma è usato nei testi indù per riferirsi a diversi personaggi, fra cui l'eroe Rāma e la dea Lakshmi.
Il nome è diffuso in lingua kannada (dove è scritto ಪದ್ಮಾ), tamil (பத்மா), telugu (పద్మా) e hindi; in quest'ultima lingua, che usa l'alfabeto devanagari, questo nome è scritto पद्म se maschile, पद्मा se femminile (entrambi traslitterati "Padma").

## Onomastico
Il nome è adespota, cioè non è portato da alcun santo, quindi l'onomastico ricade il 1º novembre ad Ognissanti.

## Persone

### Maschile
- Padma Shamsher Jang Bahadur Rana, politico nepalese

## Il nome nelle arti
- Padma Patil è un personaggio della serie di libri e film Harry Potter, creata da J. K. Rowling.
- Padmé Amidala è un personaggio dell'universo di Guerre stellari.